# Gheorghe Ghipu
Gheorghe Ghipu (Rumania, 30 de septiembre de 1954) es un atleta rumano retirado especializado en la prueba de 1500 m, en la que consiguió ser medallista de bronce europeo en pista cubierta en 1976.

## Carrera deportiva
En el Campeonato Europeo de Atletismo en Pista Cubierta de 1976 ganó la medalla de bronce en los 1500 metros, con un tiempo de 3:46.1 segundos, tras los alemanes Paul-Heinz Wellmann  y Thomas Wessinghage (plata con 3:45.3 segundos).